# Monument de Tacámbaro (Bourg-Léopold)
Pour les articles homonymes, voir Monument de Tacámbaro (homonymie).
Le monument de Tacámbaro édifié en 1867, le long de l'avenue impératrice Charlotte dans la ville de Bourg-Léopold en province de Limbourg, en Belgique, commémore le souvenir de la bataille de Tacámbaro au cours de laquelle plusieurs soldats volontaires sont morts en 1865, et plus largement les soldats de la légion belge présents lors de l'expédition française au Mexique.

## Contexte
Lors de l'expédition française au Mexique, la légion belge participe, à partir de 1864, à l'établissement du Second Empire du Mexique sous la souveraineté de Maximilien de Habsbourg et de Charlotte de Belgique.
Le 8 avril 1865, trois cents soldats de la légion de volontaires belges occupent la ville de Tacámbaro dans l'état de Michoacán. Sous les ordres du major Constant Tydgadt, ils se retirent dans la ville, plus précisément à l'église, qu'ils transforment en lieu fortifié. Le 11 avril, ils sont attaqués par les forces du général juáriste Nicolás Régules, qui dispose d'une écrasante majorité numérique. Cernés de toutes parts, les Belges tentent de résister jusqu'à l'arrivée de renforts qui ne se sont jamais présentés. Ils doivent finalement se rendre. Parmi les dix-sept morts, figurent le major Constant Tydtgadt, commandant de l'unité, et son adjoint le capitaine Jules Ernest Chazal, fils du général Pierre Emmanuel Félix Chazal, ministre belge de la guerre.
Le monument est érigé sur l'initiative du prince Joseph de Riquet de Caraman-Chimay.

## Caractéristiques architecturales
Le monument, est érigé sous forme d'obélisque en pierre blanche, flanqué de deux aigles en bronze aux ailes déployées. L'édifice mesure six mètres et demi de haut. Il comprend, sur les quatre faces de la stèle, les noms  gravés dans la pierre des volontaires tués dans les batailles de Tacámbaro et de la Loma. 
Durant la Première Guerre mondiale, les aigles en bronze ont disparu. En 2001, lors de la restauration du monument, des répliques de ces aigles sont placées sur la colonne. 

## Inauguration
C'est discrètement, en raison de la grande émotion encore vive en Belgique après les événements tragiques au Mexique, que le monument est inauguré en 1867. Certains journaux, tel l'Étoile belge, se réjouissent que le monument n'ait pas été édifié à Bruxelles.
Il existe également un monument de Tacámbaro à Audenarde perpétuant le souvenir de la bataille de Tacámbaro, dû au ciseau de Guillaume Geefs et également inauguré en 1867.